# RZA
Ро́берт Фицдже́ральд Диггз (англ. Robert Fitzgerald Diggs; род. 5 июля 1969), известный под псевдонимом RZA (рус. Ри́за), — американский рэпер, актёр, кинорежиссёр и музыкальный продюсер. Он является фактическим лидером хип-хоп группы Wu-Tang Clan, спродюсировав большинство альбомов для группы и её соответствующих участников. Он двоюродный брат двух других оригинальных участников Wu-Tang Clan: GZA и Ol' Dirty Bastard. Он также выпустил сольные альбомы под псевдонимом Bobby Digital, а также выступил исполнительным продюсером сайд-проектов. После создания Wu-Tang Clan RZA был одним из основателей хорроркор-группы Gravediggaz, где он известен под псевдонимом TheRZArector.
RZA активно занимается кинопроизводством с конца 90-х. Он снялся в нескольких фильмах, в первую очередь, в «Убить Билла. Фильм 1» (2003) и «Убить Билла. Фильм 2» (2004). Он писал сценарии и был режиссёром в кино и на телевидении, начиная со своего режиссёрского дебюта «Железный кулак» в 2012 году. Он также снялся во многих фильмах и телесериалах, включая фильмы «Гангстер» и «13-й район: Кирпичные особняки», а также телесериалы «Преступные связи» и «Californication».
Он особенно известен своим музыкальным продюсированием, стиль которого включает использование семплов соула и редких битов, оказавших большое влияние. Журнал The Source включил его в свой список 20 величайших продюсеров за двадцатилетнюю историю журнала. Vibe включил его в топ-8 величайших хип-хоп продюсеров всех времен, а NME включил его в свой список 50 величайших продюсеров всех времен.

## Ранние годы
Роберт родился 5 июля 1969 года в Браунсвилле, Бруклин. Его назвали в честь братьев Кеннеди Роберта и Джона Фитцджеральда, которыми его мать очень восхищалась. Роберт назвал свое настоящее имя "почетным", учитывая наследие Роберта и Джона. У Роберта есть младший брат Терренс Хэмлин, более известный как рэпер 9th Prince, и старший брат по имени Митчелл “Дивайн” Диггс.
С трех до семи лет Роберт проводил лето в Северной Каролине со своим дядей, который поощрял его читать и учиться. Роберт познакомился с хип-хоп музыкой в возрасте девяти лет, а к одиннадцати уже участвовал в рэп-баттлах. В 1990 году он переехал в Стьюбенвилл, штат Огайо, чтобы жить со своей матерью. Выходные он проводил в Питтсбурге, штат Пенсильвания, где его отец владел круглосуточным магазином в городском районе Хилл.
Роберт был замешан в мелких преступлениях и торговле наркотиками и был обвинен в покушении на убийство, находясь в Стьюбенвилле. Он был оправдан по этому обвинению, что дало ему то, что он назвал "вторым шансом".

## Музыкальная карьера

### До Wu-Tang Clan
Роберт впервые заинтересовался созданием собственной хип-хоп музыки в 1979 году, когда его друг познакомил его с рэперской группой The Sugarhill Gang, а в 1984 году Роберт сформировал рэп-группу со своими двоюродными братьями Расселом Джонсом, тогда известным как The Specialist, и Гэри Грайсом, тогда известным как Allah Justice, называлась "Force of the Imperial Master", которую они вскоре после этого переименовали в "All in Together Now" в 1985 году. Примерно в это же время Роберт сформировал отряд DMD, который состоял из RZA, Raekwon, Ghostface Killah, U-God, Inspectah Deck, 4th Disciple и Method Man. Затем Роберт и Грайс подписали контракт с Jamaica Records в управленческих целях, и Jamaica убедили Tommy Boy Records подписать контракт с Робертом в качестве сольного исполнителя в 1989 году под именем Prince Rakeem. Он выпустил оригинальную промо-версию EP Ooh I Love You Rakeem, но был вынужден сделать ремикс и переиздать сингл, когда Tommy Boy не смогли приобрести права на оригинальный семпл. Переизданная версия не имела коммерческого успеха, и впоследствии Tommy Boy уволили Роберта.

### 1992-1993: Формирование Wu-Tang Clan
После перестрелки в Огайо в 1992 году ему грозило восемь лет тюрьмы. "Когда они сказали "невиновен", на моем лице на три дня застыла улыбка", - вспоминал он. "Я просто гулял по городу, думая о своей дочери и жене. Именно тогда я попрощался со всем, что могло бы снова поставить меня в подобную ситуацию. Я предстал перед судом по обвинению в покушении на убийство. Я был гребаным дураком, со всеми этими знаниями в голове, и в итоге оказался там". В 1992 году Роберт сформировал новую группу со своими двумя двоюродными братьями и пятью другими друзьями детства. Они назвали группу Wu-Tang Clan в честь фильма 1983 года о кунг-фу Шаолинь и Удан. В рамках формирования группы каждый участник выбрал себе новое прозвище. Роберт выбрал "RZA", основываясь на прозвище, которое ему дали поклонники его музыки, "Rza Rza Rakeem", которое, в свою очередь, было основано на песне All in Together Now Pza Pza Pumpin, а также на граффити-теге Роберта "Razor". Он создал обратный синоним для "RZA", заявив, что это имя расшифровывается как "Правитель, Зигзаг-Зигзаг, Аллах", что в дальнейшем переводится как "Правитель, Знание-Мудрость-Понимание, Аллах" при использовании Высшего алфавита.
Wu-Tang Clan выпустили свой первый сингл Protect Ya Neck в декабре 1992 года. Masta Killa присоединился к группе в 1993 году, став её девятым участником. Они выпустили свой дебютный альбом Enter the Wu-Tang (36 Chambers) в ноябре 1993 года. Роберт выступал в качестве фактического лидера Wu-Tang Clan, продюсируя песни группы и решая, кто на какие треки попадет.

## Дискография

### Студийные альбомы
- Bobby Digital in Stereo (1998)
- Digital Bullet (2001)
- The World According to RZA (2003)
- Birth of a Prince (2003)
- Digi Snacks (2008)

## Фильмография
| Год  |     | Русское название                             | Оригинальное название                           | Роль                       |
| ---- | --- | -------------------------------------------- | ----------------------------------------------- | -------------------------- |
| 1999 | ф   | Пёс-призрак: путь самурая                    | Ghost Dog: The Way of the Samurai               | самурай в камуфляже        |
| 1999 | с   | —                                            | Upright Citizens Brigade                        | Бобби Диджитал             |
| 2003 | ф   | Кофе и сигареты                              | Coffee and Cigarettes                           | в роли самого себя         |
| 2005 | ф   | Будь круче!                                  | Be Cool                                         | в роли самого себя         |
| 2005 | ф   | Цена измены                                  | Derailed                                        | Уинстон Бойко              |
| 2005 | ки  | —                                            | Marc Ecko’s Getting Up: Contents Under Pressure | Стейк                      |
| 2006 | ф   | Пенный эффект                                | The Lather Effect                               | друг Дэнни                 |
| 2007 | ф   | Коробка                                      | The Box                                         | Дьюс                       |
| 2007 | ф   | Гангстер                                     | American Gangster                               | Мозес Джонс                |
| 2008 | ф   | Госпел Хилл                                  | Gospel Hill                                     | Лонни                      |
| 2009 | мф  | Афросамурай: Воскрешение                     | Afro Samurai: Resurrection                      | Ди Джей                    |
| 2009 | ф   | Весёлая жизнь в Крэктауне                    | Life Is Hot in Cracktown                        | Сэми                       |
| 2009 | ф   | Приколисты                                   | Funny People                                    | Чак                        |
| 2010 | ф   | Потрошители                                  | Repo Men                                        | Ти-Боун                    |
| 2010 | с   | Вне закона                                   | Outlaw                                          | Грег Билс                  |
| 2010 | ф   | Впритык                                      | Due Date                                        | досмотрщик в аэропорту     |
| 2010 | ф   | Три дня на побег                             | The Next Three Days                             | Лось                       |
| 2010 | кор | —                                            | The Killers                                     | н/д                        |
| 2011 | ф   | Убойное Рождество Гарольда и Кумара          | A Very Harold & Kumar 3D Christmas              | Ламар                      |
| 2012 | с   | Блудливая Калифорния                         | Californication                                 | Самурай Апокалипсис        |
| 2012 | ф   | Железный кулак                               | The Man with the Iron Fists                     | Тадеуш Генри «Кузнец» Смит |
| 2013 | ф   | G.I. Joe: Бросок кобры 2                     | G.I. Joe: Retaliation                           | Слепой мастер              |
| 2013 | ф   | Честь дракона 2                              | Tom Yum Goong 2                                 | Эл Си                      |
| 2014 | ф   | 13-й район: Кирпичные особняки               | Brick Mansions                                  | Тремейн Александр          |
| 2014 | с   | Преступные связи                             | Gang Related                                    | Кассиус Грин               |
| 2015 | ф   | Самоволка-72                                 | AWOL-72                                         | детектив Адамс             |
| 2015 | в   | Железный кулак 2                             | The Man with the Iron Fists 2                   | Тадеуш Генри «Кузнец» Смит |
| 2015 | ф   | Мой парень — киллер                          | Mr. Right                                       | Стивен                     |
| 2016 | в   | Поп-звезда: Не переставай, не останавливайся | Popstar: Never Stop Never Stopping              | в роли самого себя         |
| 2017 | мс  | Симпсоны                                     | The Simpsons                                    | в роли самого себя         |
| 2017 | мф  | Мазафакер                                    | ムタフカズ -MUTAFUKAZ-                          | Шекспир                    |
| 2017 | с   | Снегопад                                     | Snowfall                                        | Свим                       |
| 2018 | с   | Трудности ассимиляции                        | Fresh Off the Boat                              | в роли самого себя         |
| 2018 | ф   | Триллер                                      | Thriller                                        | директор Херд              |
| 2019 | ф   | Мёртвые не умирают                           | The Dead Don’t Die                              | Дин                        |
| 2020 | ф   | Жизнь за год                                 | Life in a Year                                  | Рон                        |
| 2021 | ф   | Никто                                        | Nobody                                          | Гарри Мэнселл              |
| 2022 | мф  | Миньоны: Грювитация                          | Minions: The Rise of Gru                        | байкер                     |